# Vicente Navarra
Vicente Macanan Navarra (ur. 22 stycznia 1939 w Mambusao) – filipiński duchowny katolicki, biskup diecezji Bacolod w latach 2001-2016.

## Życiorys
Święcenia kapłańskie przyjął 7 kwietnia 1962 i został inkardynowany do archidiecezji Capiz. Był m.in. ojcem duchownym (1962-1971) i rektorem (1971-1975) miejscowego seminarium.

### Episkopat
23 kwietnia 1979 został mianowany przez papieża Jana Pawła II biskupem pomocniczym archidiecezji Capiz ze stolicą tytularną Velefi. Sakry biskupiej udzielił mu 26 czerwca tegoż roku ówczesny ordynariusz tejże archidiecezji, abp Antonio Floro Frondosa.
21 listopada 1987 papież mianował go biskupem nowo utworzonej diecezji Kabankalan. Ingres odbył się 11 lutego 1988.
24 maja 2001 został prekonizowany biskupem diecezjalnym Bacolod. Rządy w diecezji objął 19 lipca.
24 maja 2016 przeszedł na emeryturę.